# Додони (дим)
Додо́ни (греч. Δήμος Δωδώνης)  — община (дим) в Греции. Входит в периферийную единицу Янину в периферии Эпире. Население 9693 жителя по переписи 2011 года. Площадь 657,499 квадратного километра. Плотность 14,74 человека на квадратный километр. Административный центр — Айия-Кириаки. Димархом на местных выборах 2014 года избран Христос Дакалецис (Χρήστος Ντακαλέτσης).
Община создана в 1997 году (ΦΕΚ 244Α). В 2010 году по программе «Калликратис» (ΦΕΚ 87Α) к общине Додони присоединены упразднённые общины Айос-Димитриос, Лака-Сулиу и Сели.
Названа по древнему городу Додоне.

## Административное деление

Административное деление общины:
1 — Айос-Димитриос
2 — сверху вниз: Додони, Сели, Лака-Сулиу

Община (дим) Додони делится на четыре общинные единицы.